# 軟骨溶解
軟骨溶解或軟骨溶解症（英語：Chondrolysis），又稱急性軟骨壞死（英語：Acute cartilage necrosis），是指一種軟骨裂解的疾病，表現為股骨頭（英語：Femoral head）軟骨的急性破壞。它可以是股骨骨骺滑脱的併發症，或與感染有關，特別是敗血性關節炎。也可起因於數種麻醉劑（如布比卡因、利多卡因、Ropivacaine、Levobupivacaine）的關節內注射，這些藥物可對軟骨產生毒性作用。